# Ateuchus cernyi
Ateuchus cernyi är en skalbaggsart som beskrevs av Vladimir Balthasar 1939. Ateuchus cernyi ingår i släktet Ateuchus och familjen bladhorningar. Inga underarter finns listade.